# Itapororoca
Itapororoca est une ville brésilienne de l'est de l'État de la Paraíba.
Sa population était estimée à 15 966 habitants en 2007. La municipalité s'étend sur 146 km2.